# China Anne McClain
China Anne McClain (Decatur, Georgia; 25 de agosto de 1998) es una actriz y cantante estadounidense. La carrera de McClain comenzó cuando tenía siete años, interpretando a Alexis en la película The Gospel (2005), y luego a China James en Daddy's Little Girls (2007). Luego recibió el reconocimiento por interpretar a Jazmine Payne en la serie de televisión de ABC Tyler Perry's House of Payne (2007-2012; 2020-presente) y como Charlotte McKenzie en la película Grown Ups (2010); y se hizo conocida internacionalmente por interpretar a Chyna Parks en la serie original de Disney Channel A.N.T. Farm (2011-2014) y como Uma en las películas originales de Disney Channel Descendants 2 (2017), Descendants 3 (2019) y Descendants: The Rise of Red (2024). En 2018, McClain comenzó a protagonizar la serie de superhéroes de The CW Black Lightning (2018-2021) como Jennifer Pierce. También repitió su personaje Jazmine Payne en el resurgimiento de OWN The Paynes (2018).
McClain comenzó su carrera musical en 2005 como miembro del grupo de chicas hermanas 3mcclaingirls con sus hermanas Sierra y Lauryn. Su primer sencillo profesional fue «Your Biggest Fan» con Nick Jonas en el álbum de la banda sonora Jonas L.A. (2010). En 2011, McClain firmó con Hollywood Records como solista y con su grupo de chicas hermanas, conocido como McClain Sisters. Su sencillo debut como solista fue «Dynamite», alcanzó el número dos en las canciones digitales para niños de Estados Unidos. Y su segundo sencillo, «Calling All the Monsters», alcanzó el número uno en la misma lista y posteriormente llegó al puesto 86 en el Billboard Hot 100 y obtuvo 25,000 descargas en su primera semana de lanzamiento. El álbum de la banda sonora de A.N.T. Farm debutó en el Billboard 200 y pasó cinco semanas en la lista de Billboard Kids en 2011 y vendió 14.000 copias en su primera semana de lanzamiento. Billboard también la nombró la sexta artista más vendida en canciones digitales para niños en 2012. En 2017, su sencillo «What's My Name» de Descendants 2 alcanzó su punto máximo en varias listas de Billboard y fue certificada oro, con 500,000 unidades vendidas, el 10 de noviembre de 2017. En junio de 2020, su grupo de chicas hermanas cambió su nombre a Thriii.

## Biografía
China Anne McClain nació el 25 de agosto de 1998 y se crio en Decatur, Georgia. Su padre, Michael McClain, es un productor musical que produjo una pista del álbum debut de Solange Knowles, Solo Star (2002). Su madre, Shontell, es compositora y exguionista. Tiene dos hermanas mayores, Sierra y Lauryn, que también son actrices y cantantes, y tiene un hermano menor, Gabriel.

## Carrera actoral y musical

### 2005-2010:Daddy's Little GirlsyTyler Perry's House of Payne
McClain fue descubierta en 2005 por un ejecutivo musical que la escuchó cantar y animó al director Rob Hardy a hacer una audición para su largometraje de 2005 The Gospel. McClain audicionó para la película original de Disney Channel Jump In! (2007) y ganó un papel, pero lo rechazó para protagonizar la serie de televisión Tyler Perry's House of Payne (2007-presente) como Jazmine Payne, después de llamar la atención de Tyler Perry. Disney siguió trabajando con McClain, donde reservó varios papeles de invitada en los años venideros. Apareció en la película Daddy's Little Girls (2007) con sus hermanas, Sierra y Lauryn, que también son actrices e interpretaron a sus hermanas mayores en la película.
McClain apareció en varios otros programas y películas como Hannah Montana (2009) con su futura coprotagonista Sierra McCormick, NCIS (2009), y la película Hurricane Season (2009). En 2009, McClain consiguió el papel protagónico de Janet en el piloto de Disney Channel Jack and Janet Save the Planet junto a sus futuros coprotagonistas McCormick y Jake Short. El piloto no fue recogido y nunca salió al aire. También apareció en la película Grown Ups (2010) como Charlotte McKenzie, la hija de los personajes de Chris Rock y Maya Rudolph. McClain tuvo un papel recurrente en la segunda temporada de la serie original de Disney Channel Jonas (2010) como Kiara, y cantó junto a Nick Jonas la canción «Your Biggest Fan», que apareció tanto en la serie como en Jonas LA, la banda sonora del programa.

### 2011-2014:A.N.T. Farmy McClain Sisters
En febrero de 2011, McClain actuó como estrella invitada en Wizards of Waverly Place (2011). En mayo, McClain ganó el premio NAMIC Vision a la Mejor actuación - actriz de comedia, por su interpretación de Jazmine Payne. Más tarde ese año, McClain fue elegida para el papel principal, Chyna Parks, en la serie original de Disney Channel A.N.T. Farm, que Disney diseñó para ella. Cantó y compuso el tema principal de la serie «Exceptional». Para el programa, McClain grabó una versión de «Dynamite» de Taio Cruz, cuyo video musical acumuló más de 1 millón de visitas en menos de una semana después de su lanzamiento en YouTube. Apareció en un episodio de PrankStars (2011). Para el especial de Halloween de Disney Channel en 2011, interpretó la canción «Calling All the Monsters». El 14 de junio de 2011, McClain y sus hermanas, conocidas como McClain Sisters, firmaron con Hollywood Records.
La banda sonora de A.N.T. Farm fue lanzada el 11 de octubre de 2011, que incluye la versión de McClain de «Dynamite» y su canción original «Calling All the Monsters», entre otras canciones interpretadas por ella que aparecen en el programa y nuevas canciones interpretadas por algunos de sus compañeros de reparto y dos canciones interpretadas por las McClain Sisters. La banda sonora del programa fue un éxito, pasó cinco semanas en la lista Billboard Kids en 2011, alcanzó el número 29 en el Billboard 200 de Estados Unidos, alcanzó el número 2 en las mejores bandas sonoras de Estados Unidos y vendió 14.000 copias en la primera semana de liberación. El 28 de septiembre de 2011, McClain lanzó «Calling All the Monsters» en iTunes. «Calling All the Monsters» se ubicó en el número 86 en la lista Billboard Hot 100 y recibió 25,000 descargas en su primera semana de lanzamiento. Ese mismo mes McClain obtuvo una nominación al J-14 Teen Icon Award por Icono del mañana.

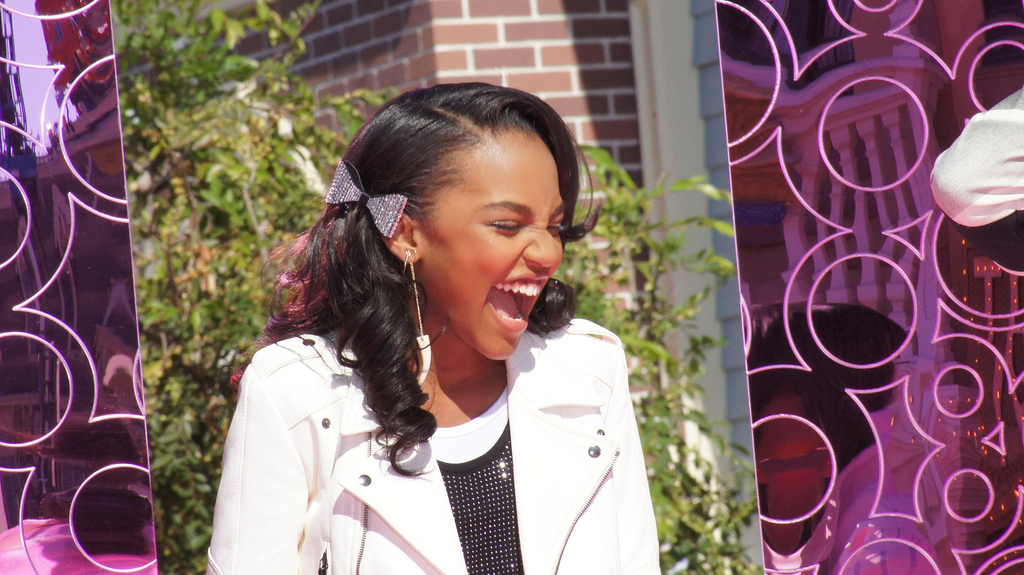
McClain actuando en Disney Parks Christmas Day Parade de 2011.

El 10 de noviembre de 2011, McClain se reunió con la entonces Primera dama de los Estados Unidos Michelle Obama en la Casa Blanca para hablar sobre la iniciativa Uniendo Fuerzas; al día siguiente, Disney Channel transmitió mensajes promoviendo la iniciativa, que reconoce a las familias y los niños militares de Estados Unidos y crea conciencia sobre el Día de los Veteranos. El 19 de noviembre de 2011, McClain actuó en el Magnificent Mile Lights Festival en Chicago. El 24 de noviembre de 2011, interpretó su canción «Unstoppable» en el 85.º Desfile del Día de Acción de Gracias de Macy's. En diciembre, McClain y sus hermanas, Sierra y Lauryn, interpretaron su versión de la canción «Jingle Bell Rock» en el Desfile del Día de Navidad de los Parques Disney de 2011.
En febrero de 2012, McClain interpretó su canción «Unstoppable» y fue estrella invitada en la serie de televisión So Random!. Más tarde ese mes, recibió una nominación al premio NAACP Image Award por Actuación sobresaliente de un joven por su interpretación de Chyna Parks en A.N.T. Farm.El 4 de marzo de 2012, McClain fue el acto de apertura junto a sus hermanas en Houston para Big Time Rush en su Better with U Tour. El 11 de marzo de 2012, las McClain Sisters interpretaron su nueva canción llamada «Rise», que aparece en la película Chimpanzee de Disneynature, en el Mall of America. La canción fue lanzada el 23 de marzo de 2012. El video musical se estrenó el 25 de marzo de 2012 durante un episodio de Austin & Ally. También fue una canción destacada de Friends for Change de Disney.
McClain también cantó el tema principal de las tres primeras temporadas de la serie de televisión infantil de Disney Channel Doc McStuffins, que se estrenó el 23 de marzo de 2012, y actuó como estrella invitada ese mismo año como Tisha McStuffins, la prima del personaje principal. El 9 de abril de 2012, McClain actuó en el Rollo de Huevos de Pascua de la Casa Blanca de 2012 con sus hermanas. En septiembre, McClain obtuvo una nominación para otro premio J-14 Teen Icon Award como una triple amenaza icónica. En diciembre se anunció que fue nominada para otro premio NAACP Image Award por desempeño sobresaliente de un joven para A.N.T. Farm. Billboard también la nombró la sexta artista más vendida de canciones infantiles digitales en 2012.
McClain fue uno de los presentadores de premios en los Radio Disney Music Awards de 2013 en abril. En julio, repitió su papel de Charlotte McKenzie en la secuela de 2013, Grown Ups 2. El 27 de diciembre de 2013, se anunció en su página de Twitter que A.N.T. Farm terminaría después de su tercera temporada. El final de la serie se emitió el 21 de marzo de 2014. El mismo día, se reveló que las hermanas McClain habían dejado Hollywood Records. Las hermanas McClain cambiaron su nombre a simplemente McClain, sus apellidos.
En la edición de marzo/abril de 2014 de la revista BYOU, McClain dijo que era «agridulce» que A.N.T Farm estuviera terminando y anunció planes para concentrarse en hacer música con sus hermanas. Por su actuación en la serie, en 2014, McClain ganó el Premio NAMIC Vision a la Mejor actuación - actriz de comedia, y el Premio NAACP Image a la Actuación sobresaliente de un joven.
En abril de 2014, se anunció que McClain competiría como uno de los concursantes famosos en Sing Your Face Off (2014) de ABC. Compitió de mayo a junio de ese año, actuando como varios cantantes icónicos: Rihanna, Tina Turner, Michael Jackson, Alicia Keys, James Brown y Whitney Houston; ganó la primera y única temporada del programa. En agosto, McClain protagonizó la película de televisión de Disney Channel How to Build a Better Boy (2014) junto a Kelli Berglund, y lanzó el sencillo «Something Real» que apareció en la película. Por su actuación, McClain recibió una nominación al premio NAACP Image Award por Actuación sobresaliente de un joven. En agosto de 2014, McClain organizó el 19.º Día del Niño Arthur Ashe y también actuó con sus hermanas. En noviembre de 2014, McClain actuó como estrella invitada en R.L. Stine's The Haunting Hour en el episodio «Argh V».

### 2015-presente:DescendantsyBlack Lightning
En 2015, McClain apareció en la serie de FOX Bones (2015) en el episodio «The Lost in the Found», interpretando a Kathryn Walling. McClain cantó «Night is Young» en la banda sonora de la película original de Disney Channel Descendants. Su canción también apareció en Descendants: Wicked World (2015). Ella prestó su voz a Freddie, la hija del Dr. Facilier. Su hermana, Lauryn McClain, prestó su voz al personaje para la segunda temporada. McClain expresó el papel de Ghufaira en la película de acción y drama animada por computadora en 3D Bilal: A New Breed of Hero (2015). Luego pasó a ser estrella invitada en The Night Shift, y protagonizó un papel de voz como Lyra en la versión en inglés de la película Sheep and Wolves, ambas en 2016. El 25 de noviembre de 2016, McClain interpretó su versión de la canción «This Christmas» en Disney Parks Presents: A Descendants Magical Holiday Celebration.
En abril de 2017, fue presentadora de premios en los Radio Disney Music Awards de 2017. En junio, Variety la nombró una de las 10 estrellas de televisión para ver en 2017 por su papel de Jennifer Pierce en su próxima serie de televisión de 2018 Black Lightning. En julio se estrenó Descendants 2, en la que interpretó a la villana Uma, la hija de Úrsula. Su sencillo «What's My Name» de la película alcanzó su punto máximo en varias listas de Billboard y fue certificado oro, con 500,000 unidades vendidas, el 10 de noviembre de 2017. También actuó como estrella invitada como Sheena en K.C. Undercover (2017), e interpretó a Meg en la película para televisión de Lifetime Ten: Murder Island (2017), de la que también fue productora ejecutiva.
En enero de 2018, McClain comenzó a interpretar a Jennifer Pierce en Black Lightning en The CW, y en febrero repitió su papel de Jazmine Payne en The Paynes (2018). Más tarde, ese mismo año, en septiembre, repitió su papel de Uma en el cortometraje de televisión Under the Sea: A Descendants Short Story. En noviembre, protagonizó la película de acción y suspenso Blood Brother, junto a Trey Songz y Ron Killings. En noviembre de 2018, McClain interpretó su canción original «Young Guns» durante un episodio de la segunda temporada de Black Lightning.
En agosto de 2019, McClain repitió su papel de Uma en Descendants 3. En febrero de 2020, se anunció que Tyler Perry's House of Payne sería revivida en BET. En junio de 2020, su grupo de chicas cambió su nombre a Thriii y actuó en la lista de reproducción de verano de Radio Disney Presents ARDYs. El 20 de agosto, se anunció que House of Payne de Tyler Perry se estrenaría el 2 de septiembre de 2020. Más tarde ese año, McClain formó parte del elenco de la comedia de Netflix Hubie Halloween.
En marzo de 2021, McClain dejó Black Lightning y su papel fue refundido con Laura Kariuki. McClain, sin embargo, más tarde volvió a interpretar su papel en el final de la serie.
En julio de 2024 se estrenó Descendants: The Rise of Red, la continuación de la franquicia como un spin-off, donde nuevamente interpreta a Uma.

## Vida personal
En 2011, residía en Los Ángeles. McClain cita a sus padres como sus mayores influencias.
En 2014, Lauryn y China crearon un canal de YouTube donde publicaron videos de canto, desafíos, etiquetas y preguntas y respuestas. Sierra apareció en varios de los videos del canal. En agosto de 2020, el canal tiene aproximadamente 701 000 suscriptores y 29 millones de visitas. Desde entonces han cambiado el nombre del canal Thriii.

## Filmografía

### Películas
| Año  | Título                                   | Personaje          | Notas                             |
| ---- | ---------------------------------------- | ------------------ | --------------------------------- |
| 2005 | The Gospel                               | Alexis             |                                   |
| 2006 | Madea's Family Reunion                   | Tamara             |                                   |
| 2007 | A Dennis the Menace Christmas            | Margaret           |                                   |
| 2007 | Daddy's Little Girls                     | China James        |                                   |
| 2008 | Six Blocks Wide                          | Vecina #8          | Cortometraje                      |
| 2010 | Hurricane Season                         | Alana Collins      |                                   |
| 2010 | Grown Ups                                | Charlotte McKenzie |                                   |
| 2013 | Grown Ups 2                              | Charlotte McKenzie |                                   |
| 2014 | How to Build a Better Boy                | Gabby Harrison     | Película para televisión          |
| 2016 | Barbershop: The Next Cut                 | Serena             |                                   |
| 2016 | Bilal: A New Breed of Hero               | Ghufaira           |                                   |
| 2016 | Sheep and Wolves                         | Lyra (voz)         | Versión inglés                    |
| 2017 | Descendants 2                            | Uma                | Película para televisión          |
| 2018 | Blood Brother                            | Darcy              |                                   |
| 2018 | Under the Sea: A Descendants Short Story | Uma                | Cortometraje para televisión      |
| 2019 | Descendants 3                            | Uma                | Película para televisión          |
| 2020 | Hubie Halloween                          | Chantal Taylor     |                                   |
| 2024 | Descendants: The Rise of Red             | Uma                | Película para streaming (Disney+) |

### Televisión
| Año       | Título                                      | Personaje                   | Notas                                                      |
| --------- | ------------------------------------------- | --------------------------- | ---------------------------------------------------------- |
| 2007-2012 | Tyler Perry's House of Payne                | Jazmine Payne               | Elenco principal                                           |
| 2008      | Jimmy Kimmel Live!                          | Natasha Obama               | Episodio: «6.165» (sketch: Barack Obama Live!)             |
| 2009      | Hannah Montana                              | Isabel                      | Episodio: «Welcome to the Bungle»                          |
| 2009      | NCIS                                        | Kayla Vance                 | Episodio: «Knockout»                                       |
| 2009      | Jack and Janet Save the Planet              | Janet                       | Piloto (no emitido)                                        |
| 2010      | Jonas                                       | Kiara Tyshana               | Personaje recurrente                                       |
| 2011      | Wizards of Waverly Place                    | Tina                        | Episodios: «Dancing with Angels» & «Wizards vs Angels»     |
| 2011-2014 | A.N.T. Farm                                 | Chyna Parks                 | Protagonista                                               |
| 2011      | PrankStars                                  | Ella misma                  | Episodio: «Game Showed Up»                                 |
| 2012      | So Random!                                  | Ella misma                  | Episodio: «China Anne McClain»                             |
| 2012      | Doc McStuffins                              | Tisha McStuffins (voz)      | Episodio: «Chilly Gets Chilly/Through the Reading Glasses» |
| 2014      | Sing Your Face Off                          | Ella misma                  | Concursante                                                |
| 2014      | R.L. Stine's The Haunting Hour              | Sam Covington               | Episodio: «Argh V»                                         |
| 2015      | Bones                                       | Kathryn Walling             | Episodio: «The Lost in the Found»                          |
| 2015      | VeggieTales in the House                    | Jenna Chive (voz)           | Episodios: «Jenna Chive Live» & «Blueberry’s Tickets»      |
| 2015-2016 | Descendants: Wicked World                   | Freddie Facilier (voz)      | Elenco principal                                           |
| 2016      | The Night Shift                             | Lauren                      | Episodio: «Unexpected»                                     |
| 2017      | K.C. Undercover                             | Sheena                      | Episodios: «Coopers on the Run» & «Welcome to the Jungle»  |
| 2017      | Project Runway                              | Ella misma                  | Juez invitada                                              |
| 2017      | Ten: Murder Island                          | Meg                         | Película para televisión                                   |
| 2018      | The Paynes                                  | Jazmine Payne               | Personaje recurrente                                       |
| 2018-2021 | Black Lightning                             | Jennifer Pierce / Lightning | Elenco principal                                           |
| 2019      | Wicked Woods: A Descendants Halloween Story | Uma (voz)                   | Especial animado                                           |
| 2023      | 9-1-1: Lone Star                            | Lisa                        | Episodio: «Open»                                           |

## Discografía

### Álbumes de bandas sonoras
| Título                                                                                       | Detalles del álbum                                                                                | Posiciones en Listas | Posiciones en Listas | Posiciones en Listas |
| Título                                                                                       | Detalles del álbum                                                                                | US                   | US OST               | US Kids              |
| -------------------------------------------------------------------------------------------- | ------------------------------------------------------------------------------------------------- | -------------------- | -------------------- | -------------------- |
| A.N.T. Farm                                                                                  | - Lanzamiento: 11 de octubre de 2011 - Formato: CD, descarga digital - Sello: Walt Disney Records | 29                   | 2                    | 1                    |
| Descendants 2                                                                                | - Lanzamiento: 21 de julio de 2017 - Formatos: CD, descarga digital - Discográfica: Walt Disney   | 6                    | 1                    | 64                   |
| Descendants 3                                                                                | - Lanzamiento: 2 de agosto de 2019 - Formatos: CD, Descarga digital - Discográfica: Walt Disney   | 7                    | 1                    | 36                   |
| «—» indica que no fue publicado o no se posicionó en las listas de éxitos en ese territorio. |                                                                                                   |                      |                      |                      |

### Sencillos
| «Dynamite»                                                                                   | 2011 | —  | —  | A.N.T. Farm                  |                              |
| «Calling All the Monsters»                                                                   | 2011 | 86 | 89 | A.N.T. Farm                  |                              |
| «Unstoppable»                                                                                | 2012 | —  | —  | A.N.T. Farm                  |                              |
| «Rise»                                                                                       | 2012 | —  | —  | Sin álbum                    |                              |
| "What's My Name" (con Thomas Doherty & Dylan Playfair)                                       | 2017 | 61 | 94 | Descendants 2                | - RIAA: Platino - BPI: Plata |
| "Stronger" (con Dove Cameron)                                                                | 2018 | —  | —  | Sin álbum                    |                              |
| "Young Guns" (con The Messenger)                                                             | 2019 | —  | —  | Sin álbum                    |                              |
| "What's My Name (Red version) (con Kylie Cantrall)                                           | 2024 | —  | —  | Descendants: The Rise of Red |                              |
| «—» indica que no fue publicado o no se posicionó en las listas de éxitos en ese territorio. |      |    |    |                              |                              |

### Sencillos Promocionales
| Título                                | Año  | Álbum     |
| ------------------------------------- | ---- | --------- |
| "Something Real" (con Kelli Berglund) | 2014 | Sin álbum |

### Otras apariciones
| Título                         | Año  | Otros artista (s) | Álbum                             |
| ------------------------------ | ---- | ----------------- | --------------------------------- |
| "Your Biggest Fan"             | 2009 | Nick Jonas        | Jonas L.A.                        |
| "I Got My Scream On"           | 2012 | Desconocido       | Make Your Mark: Ultimate Playlist |
| "How Do I Get There from Here" | 2012 | Desconocido       | Make Your Mark: Ultimate Playlist |
| "Doc McStuffins Theme Song"    | 2013 | Desconocido       | Doc McStuffins: The Doc Is In     |
| "Dancing By Myself"            | 2014 | Desconocido       | Disney Channel Play It Loud       |
| "DNA"                          | 2014 | Desconocido       | Disney Channel Play It Loud       |
| "Night Is Young"               | 2015 | Desconocido       | Descendants                       |
| "This Christmas"               | 2016 | Desconocido       | Disney Channel Holiday Hits       |
| "Poor Unfortunate Souls"       | 2017 | Desconocido       | Descendants 2                     |
| "Dig A Little Deeper"          | 2019 | Desconocido       | Descendants 3                     |

### Vídeos musicales
| Título                     | Año  | Director      |
| -------------------------- | ---- | ------------- |
| "Dynamite"                 | 2011 | James Larese  |
| "Calling All the Monsters" | 2011 | Marc Klasfeld |
| "Something Real"           | 2014 | Paul Hoen     |
| "What's My Name"           | 2017 | Kenny Ortega  |
| "Stronger"                 | 2018 | Scott Rhea    |

## Premios y nominaciones
| Año  | Premio              | Categoría                                                                  | Trabajo nominado             | Resultado |
| ---- | ------------------- | -------------------------------------------------------------------------- | ---------------------------- | --------- |
| 2011 | Teen Icon Awards    | Ícono del mañana                                                           | A.N.T. Farm                  | Nominada  |
| 2011 | NAMIC Vision Awards | Mejor interpretación - Actriz de comedia                                   | Tyler Perry's House of Payne | Ganadora  |
| 2012 | NAACP Image Awards  | Rendimiento excepcional en un programa infantojuvenil - (Serie o especial) | A.N.T. Farm                  | Nominada  |
| 2013 | NAACP Image Awards  | Rendimiento excepcional en un programa infantojuvenil - (Serie o especial) | A.N.T. Farm                  | Nominada  |
| 2014 | NAMIC Vision Awards | Mejor interpretación - Actriz de comedia                                   | A.N.T. Farm                  | Ganadora  |
| 2014 | NAACP Image Awards  | Rendimiento excepcional en un programa infantojuvenil - (Serie o especial) | A.N.T. Farm                  | Ganadora  |
| 2015 | NAACP Image Awards  | Rendimiento excepcional en un programa infantojuvenil - (Serie o especial) | How to Build a Better Boy    | Nominada  |